# Les Baux-Sainte-Croix
Les Baux-Sainte-Croix är en kommun i departementet Eure i regionen Normandie i norra Frankrike. Kommunen ligger i kantonen Évreux-Sud som tillhör arrondissementet Évreux. År 2022 hade Les Baux-Sainte-Croix 868 invånare.

## Befolkningsutveckling
Antalet invånare i kommunen Les Baux-Sainte-Croix
Referens:INSEE